# Jonny Wilkinson
Jonathan Peter „Jonny“ Wilkinson (* 25. května 1979, Frimley) je anglický ragbista vynikající výjimečnou kopací technikou. V roce 2003 rozhodl svým dropgólem v poslední minutě finále mistrovství světa, byl rovněž nejlépe skórujícím hráčem. Byl vyhlášen nejlepším ragbistou světa roku 2003. V roce 2007 si účast ve finále mistrovství světa zopakoval. Dokázal si v zápasech MS v ragby připsat dohromady nejvíce bodů (277) ze všech hráčů historie. V roce 2014 byl jmenován do Světové ragbyové síně slávy.

## Kariéra
Profesionální kariéru zahájil v roce 1998 v klubu Newcastle Falcons a hned v první sezóně se prosadil do sestavy týmu, který vyhrál titul v soutěži nejvyšší soutěži. Na jaře toho roku také debutoval v anglické reprezentaci, tehdy mu bylo pouhých 18 let a byl tak nejmladším reprezentantem od začátku 20. století.
V létě převzal v Newcastlu pozici útokové spojky i kopáče po svém učiteli a nyní trenéru týmu Robu Andrewsovi. Pravidelně reprezentoval a dostal se na mistrovství světa 1999, kde hned v prvním zápase položil pětku, proměnil šest kopů po pětce a pět trestných kopů hned v úvodním utkání proti Itálii, což představovalo 32 bodů, téměř polovinu při výhře 67:7. Odehrál ještě nevydařený zápas proti Novému Zélandu a pak už na šampionátu, kde Anglie vypadla ve čtvrtfinále, do hry nezasáhl.
Vrcholy jeho reprezentačního roku 2000 byly účasti ve všech pěti zápasech v turnaji šesti zemí, který Anglie vyhrála, a start na turné v Jižní Africe, kde se zasloužil o výhru v Bloemfonteinu 27:22 zaznamenáním všech bodů svého týmu. V následujícím roce se opět podílel na výhře v Six Nations, kde navíc zaznamenal proti Itálii 35 bodů, což byl individuální rekord soutěže (překonal Roba Andrewa).

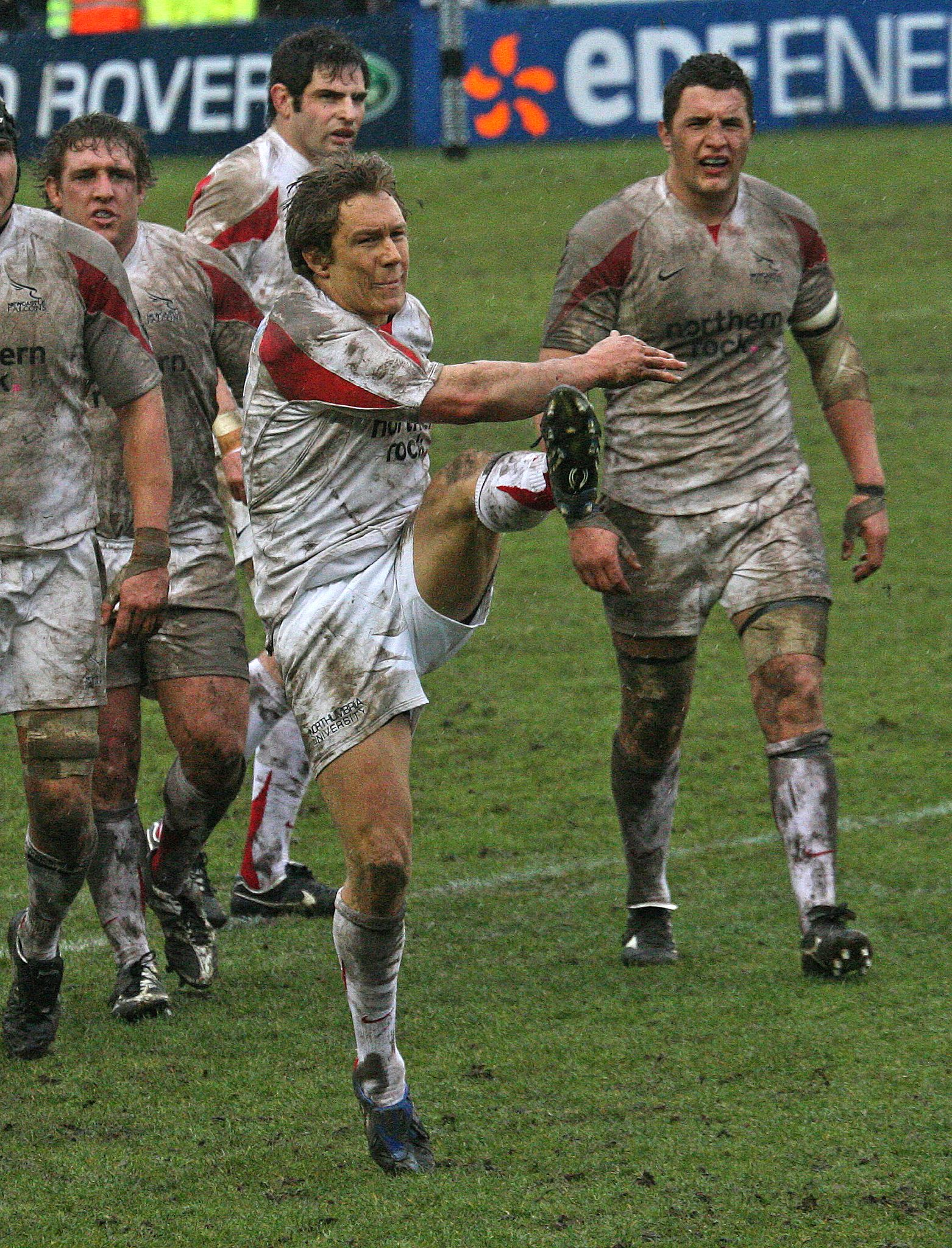
Wilkinson v dresu Newcastlu

V roce 2001 byl nominován jako jednička na svém postu na turné British Lions do Austrálie. Wilkinson sice ve třetím duelu vyrovnal individuální rekord Lions v zápasech proti Austrálii (18 bodů), ale ve druhém chybou v důležitém okamžiku napomohl k vítězství soupeře, který byl nakonec v celé sérii úspěšnější. V listopadu zajistil svými 21 body výhru Anglie nad Austrálií 21:15 v zápase o Cookův pohár.
I v dalších zápasech proti Austrálii a Novému Zélandu v letech 2002 a 2003 hrál svými kopy významnou roli a budoval pověst svého týmu jako přední světové velmoci. Ve vyhraném zápase nad Jihoafrickou republikou byl zraněn (vykloubené rameno), přičemž trenér Clive Woodward vyjádřil názor, že se Jihoafričané se svou hrubou hrou na Wilkinsona zaměřili.
V roce 2003 Anglie definitivně upevnila svou roli favorita mistrovství světa, když vyhrála bez porážky turnaj šesti národů. Wilkinson v zápase proti Itálii poprvé plnil roli kapitána a byl vyhlášen nejlepším hráčem rozhodujícího zápasu proti Irsku.

### Mistrovství světa 2003
Wilkinson byl klíčovým hráčem anglické reprezentace na mistrovství světa. Ve skupině zaznamenal 20 z 25 bodů Anglie při výhře nad Jihoafrickou republikou a ve čtvrtfinále 23 z 28 bodů proti Walesu.
V semifinále proti Francii vyhrála Anglie 24:7 a Wilkinson byl opět autorem všech jejích bodů. Hvězdný moment ale zažil především ve finále proti domácí Austrálii, kde po třech neúspěšných pokusech o dropgól uspěl se čtvrtým kopem ze hry za stavu 17:17 pouhých 26 sekund před koncem utkání. Byla to první porážka Austrálie na mistrovství světa od roku 1995, zatímco Anglie vybojovala titul mistrů světa vůbec jako první mužstvo ze severní polokoule.
Wilkinson na turnaji zaznamenal 113 bodů a vyhrál pořadí hráčů podle této statistiky.
Po mistrovství světa byl vyhlášen nejlepším sportovcem roku v hlasování BBC, nejlepším světovým ragbistou roku podle International Rugby Board a obdržel Řád britského impéria.

### Do mistrovství světa 2007
V letech 2003 až 2005 trápila Wilkinsona série zranění ruky, ramena a kolena. Po dlouhé absenci dostal příležitost na turné British Lions v roce 2005, ale ani on, ani celý tým nehrál dobře a Wilkinson si navíc přivodil další zranění. Po období zdravotních problémů se musel propracovat zpět nejen do anglické sestavy (hrál na turnaji šesti zemí v roce 2006), ale i do sestavy Newcastlu. Jeho výkony byly kritizovány, manažer Newcastlu Rob Andrew mu nedovolil reprezentační starty při turné v polovině sezóny a odebral mu také funkci kapitána, aby se mohl Wilkinson věnovat plně své hře.
Hned na začátku ligové sezóny 2006–2007 si ale přetrhl kolenní vazy a po uzdravení si v pozdějším utkání přivodil natrženou ledvinu.

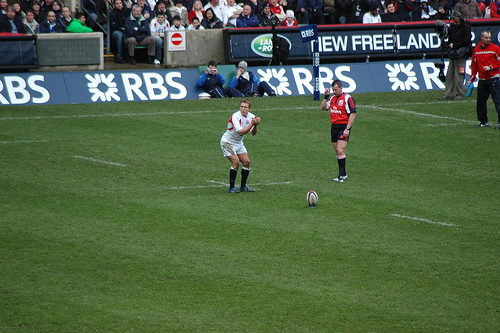
Wilkinson v typické pozici před provedením kopu

Wilkinsonův návrat do reprezentace v lednu 2007 byl přesvědčivý. V zápase turnaje šesti zemí proti Skotsku Anglie vyhrála 42:20 a Wilkinson zaznamenal 27 bodů. V dalším zápase proti Itálii Wilkinson překonal historický rekord, když se dostal na hranici 421 bodů v zápasech Six Nations. Z dalších tří zápasů turnaje už odehrál jen jeden, znovu kvůli zdravotním problémům.
V létě se zúčastnil turné po Jižní polokouli a poté i přípravných zápasů před mistrovstvím světa, zejména zaujal 17 body při vysokém vítězství 62:5 nad Walesem.
Do mistrovství světa 2007 zasáhl od druhého zápasu proti týmu Samoy, výhře 44:22 pomohl 24 body. Ve čtvrtfinále, které Anglie vyhrála nad Austrálií 12:10, Wilkinson zaznamenal všechny anglické body a překonal rekord Skota Gavina Hastingse, když v kariéře na mistrovství světa dosáhl hranice 231 bodů. V semifinále Anglie vyřadila pořádající Francii 14:9 a Wilkinson si připsal devět bodů. Ve finále Anglie podlehla Jihoafrické republice, Wilkinson sice proměnil dva trestné kopy, ale neuspěl ani při jednom ze dvou pokusů o dropgól. Byl jedním z pouze čtyř pamětníků anglického titulu z roku 2003.

### Po mistrovství světa 2007
V následujícím roce 2008 se na turnaji šesti zemí dočkal dalšího mezníku, když 8. března v utkání proti Skotsku zvýšil své bodové konto za anglickou reprezentaci hned v úvodu z 1090 na 1093 bodů a stal se nejúspěšnějším hráčem historie na světě. Překonal tím rekord Neila Jenkinse z Walesu a držel ho až do 27. listopadu 2010, kdy jeho tehdejší hodnotu 1178 bodů překonal o jeden bod Novozélanďan Dan Carter.

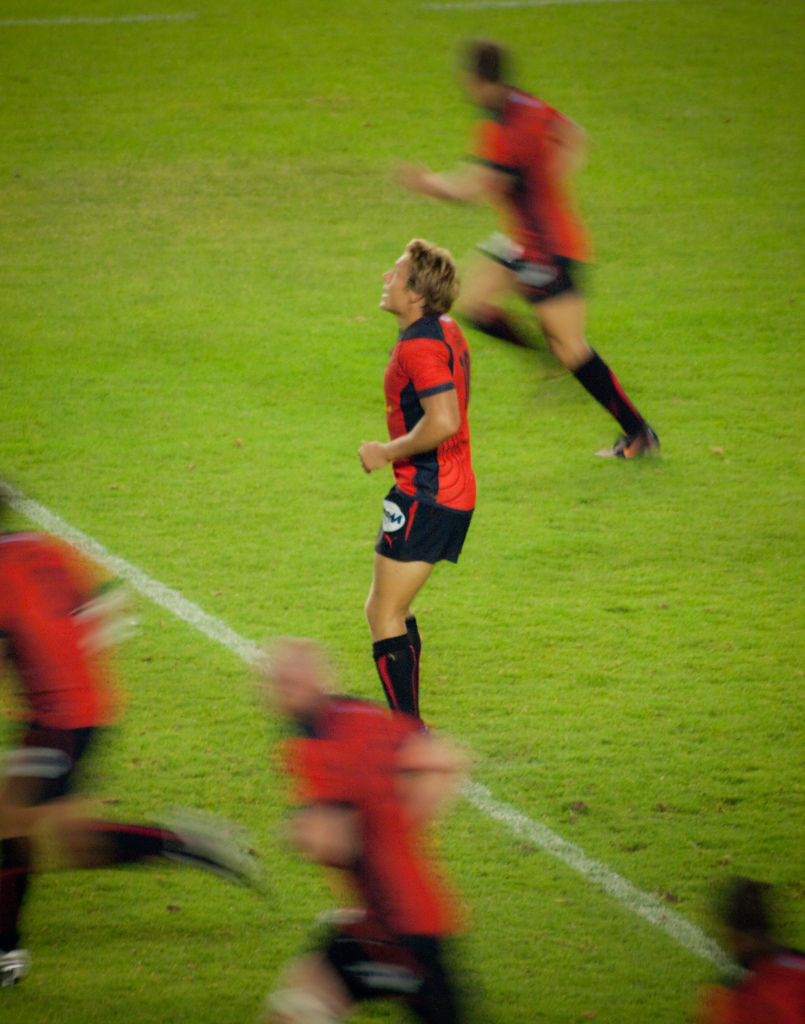
Wilkinson v barvách Toulonu

Přesto se začaly – zejména po porážce od Walesu 19:26, přestože při ní zaznamenal Wilkinson 14 bodů – objevovat spekulace, zda by Wilkinsonovo místo v národním týmu neměl převzít nějaký jeho mladý nástupce, zejména Danny Cipriani, který skutečně Wilkinsona odsunul na lavičku v posledním zápase turnaje proti Irsku (v reprezentaci poprvé od roku 1999). Po přestávce ale Wilkinson nahradil Tobyho Flooda a hrál s Ciprianim společně. Wilkinsonův předchůdce na postu kapitána anglické reprezentace Lawrence Dallaglio ale vyjádřil názor, že Cipriani ještě Wilkinsona nenahradí, protože pro něj bude konkurence vzpruhou. Jak Wilkinson, tak Cipriani se poté zranili (Wilkinson měl problémy s ramenem) a do reprezentačního kádru se na postu útokové spojky vrátil jako první Wilkinson. Hrát ale nemohl, protože si v lize (stále hrál za Newcastle) vykloubil koleno a stál po celý zbytek sezóny 2008–2009.
V květnu 2009 oznámil Wilkinson, že po 12 letech končí své působení v Newcastle Falcons a přestoupil do francouzského RC Toulonnais. Už jako jeho hráč se po 18 měsících vrátil do reprezentace v listopadu 2009 v zápasech proti Argentině a Novému Zélandu.

## Ocenění
Byl vyhlášen nejlepším hráčem mezinárodního ragby v anketě International Rugby Board za rok 2003.
V roce 2004 byl vyznamenán Řádem britského impéria 4. třídy OBE. V dubnu 2009 obdržel čestný doktorát na University of Surrey za služby sportu.